# MAD2L1BP
MAD2L1BP‏ (MAD2L1 binding protein) هوَ بروتين يُشَفر بواسطة جين MAD2L1BP في الإنسان.